# Романтичний Озарк
Романтичний Озарк (англ. An Ozark Romance) — американська короткометражна кінокомпанія режисера Альфреда Дж. Гулдінга 1918 року.

## У ролях
- Гарольд Ллойд
- Бібі Данієлс
- Снуб Поллард
- Вільям Блейсделл
- Семмі Брукс
- Вільям Гіллеспі
- Хелен Гілмор
- Лью Харві
- Гас Леонард
- Джеймс Перрот